# Großarmschlag

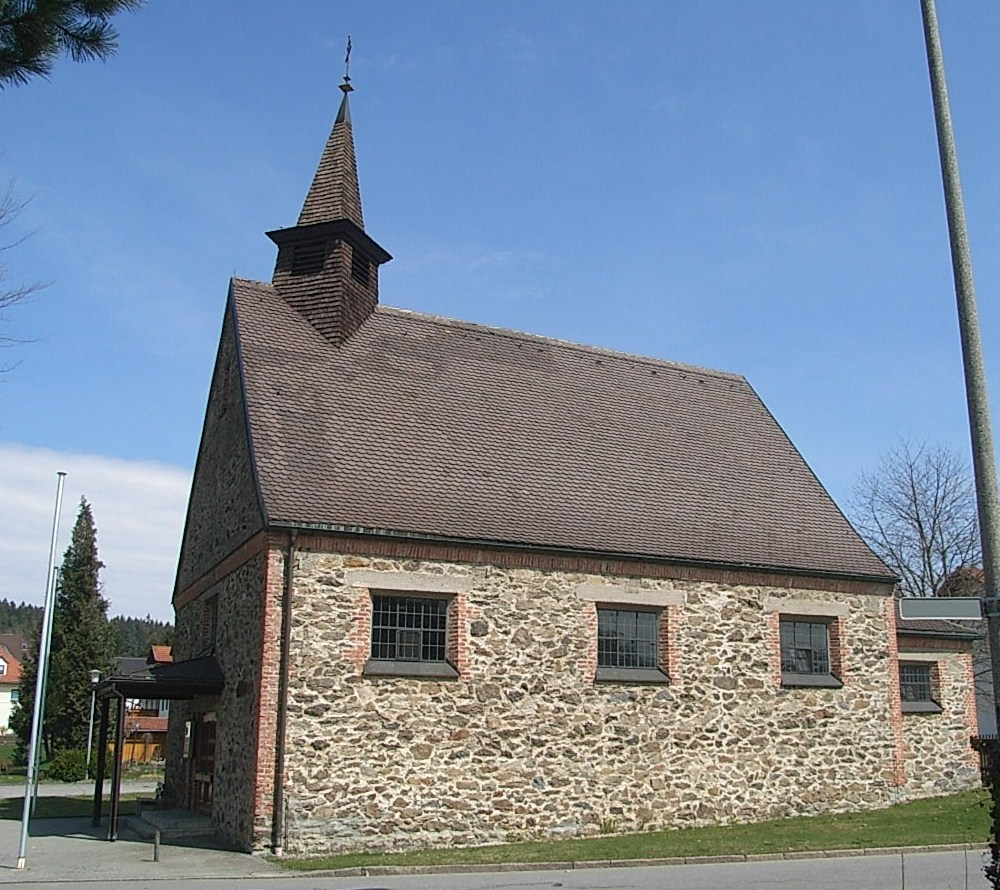
Die Dorfkapelle

Großarmschlag ist ein Ortsteil der Stadt Grafenau im niederbayerischen Landkreis Freyung-Grafenau.

## Lage
Großarmschlag liegt in der gleichnamigen Gemarkung etwa vier Kilometer nordwestlich von Grafenau an einem sanften Südhang des Altensteins (744 m). Der Haltepunkt der Bahnstrecke Zwiesel–Grafenau liegt am nordwestlichen Ortsrand.

## Geschichte
Im Ortenburger Urbar (1417/38) wird der vermutlich im 12. Jahrhundert entstandene Ort „grossen Armslag“ erstmals urkundlich erwähnt; eine Urkunde des kurfürstlichen Landgerichts in Schloss Bärnstein gibt an, dass die Rodung im „großen Ärmbschlag“ 1439 beendet war.
Großarmschlag ist ein typisches Angerdorf. Den Mittelpunkt des Ortes bildet der unter Ensembleschutz stehende Dorfanger, auf dem ein kleiner Bach entspringt. Von dort gingen die zu Groß-Gewannen zusammengefassten kreuzlaufenden Langstreifenfluren aus.
Bis 1807 war der Dorfanger Allgemeinbesitz (Allmende). Ein Gemeindezusammenschluss der Streusiedlungen dürfte um 1818 mit dem damaligen Gemeindeedikt entstanden sein. Zur Gemeinde Großarmschlag gehörten 1961 außer dem Kirchdorf Großarmschlag noch die Orte Grüb, Grüberschlag, Judenhof, Kaltenberg, Langfeld, Reismühle, Schildertschlag und Steinscharten. Die Gemeindefläche war knapp 890 Hektar groß.
1800 errichtete man eine Holzkapelle, an deren Stelle 1869 eine Steinkapelle trat, die 1892 vergrößert wurde. 1929 konnten die Schulkirche und 1953 der Friedhof eingeweiht werden.
Noch 1870 bestand fast der gesamte Ort aus schindelgedeckten Holzhäusern. Neben Viehzucht betrieb man Ackerbau. Angebaut wurden Roggen, Hafer und nicht zuletzt Flachs, der eigenhändig zu Kleidung verarbeitet wurde. Die Freiwillige Feuerwehr Großarmschlag wurde 1878 gegründet.
1890 erhielt der Ort Anschluss an die Bahn. Nach einem Brand 1914 musste das Dorf wieder neu aufgebaut werden. Seit 1923 wurde Großarmschlag von der OBAG mit Strom versorgt.
1937 gründete man hier die „Bezirks-Ödlandgenossenschaft“, die später in „Genossenschaft für Bodenkultur“ umbenannt wurde und 1959 den ersten Mähdrescher im Landkreis einsetzte.
Am 1. Januar 1972 wurde die etwa 1000 Einwohner zählende Gemeinde Großarmschlag in die Stadt Grafenau eingegliedert. Der Ort Großarmschlag selbst hatte 1970 173 Einwohner. Der Schulsprengel Großarmschlag wurde aufgelöst.
Am 25. Mai 1987 hatte das Dorf 180 Wohnungen in 137 Gebäuden mit Wohnraum und 494 Einwohner.

## Wappen
Die Wappenbeschreibung lautet: „In Blau eine eingeschweifte silberne Spitze; darin ein schwebender schwarzer Bärenkopf; vorne ein bewurzelter goldener Nadelbaum, hinten ein aufrechtes silbernes Beil mit goldenem Stiel.“
Beil und Baum symbolisieren die Entstehung der Siedlung durch Rodung. Der Bärenkopf weist auf das einstige landesherrliche Gericht Bärnstein hin, dem die Ausübung der Landeshoheit und der überwiegenden Grundherrschaft zustand.
Die Fahne ist schwarz-gelb-blau.  

## Sport
Die Lokomotive Eibm’schlog gilt als inoffizielle Fußballmannschaft Großarmschlags und tritt auf vereins- und verbandsunabhängigen Turnieren in Deutschland und Österreich mit dem, um einen Fußball ergänzten, Dorfwappen auf. 